# ヴァルター・ハイッツ
ヴァルター・ハイッツ（Walter Heitz, 1878年12月8日–1944年2月9日）は、ドイツの陸軍軍人。最終階級は陸軍上級大将（ドイツ国防軍）。第二次世界大戦中のスターリングラード攻防戦でソ連軍の捕虜となった。

## 経歴

### ドイツ帝国と第一次世界大戦
1878年12月8日、ベルリンに出生。1898年3月7日にはプロイセン陸軍に入隊を果たし、第36西プロイセン第2野戦砲兵連隊(2. Westpreußische Feldartillerie-Regiment Nr. 36)に配属され、第一次世界大戦中は大尉として砲兵中隊長を務めた。大戦中、彼は二級及び一級鉄十字章を共に受章し、黒色戦傷章、従軍十字章(Dienstauszeichnungskreuz)、ホーエンツォレルン家勲章騎士十字章、ハンザ同盟十字章(Hanseatenkreuz)などを受章している。

### ワイマール共和国
戦後はヴァイマル共和国軍に採用され、砲兵射撃学校長などを務める。1931年に大佐としてケーニヒスベルク要塞司令官。1934年に中将に昇進。

### ナチス・ドイツ
ハイッツはナチスの熱心な支持者として知られており、そのためか1936年8月に国家軍事法廷（軍法会議）所長に任命された。1937年4月に砲兵大将に昇進。

#### 第二次世界大戦
1939年9月に第二次世界大戦が勃発した際、ハイッツは60歳で本来は定年の年齢であったため、部隊司令官には任命されなかった。しかし前線従軍を希望する本人の希望により、ダンツィヒ＝西プロイセン地区司令官を経て1939年10月に第VIII軍団司令官に任命された。3年の長きにわたって同軍団司令官を務め、フランス侵攻や独ソ戦に従軍した。この異例に長期の在任は、国防軍最高司令部がハイッツを適任とみたためとも、高齢であるためこれ以上の活躍や昇進を避けたためとも考えられている。敵の砲火を冒して自らオワーズ川を渡った功により1940年9月に騎士鉄十字章を受章したが、対仏戦に従軍した他の将官とは異なり、昇進は見送られた。

#### スターリングラード
1942年、ハイッツと第VIII軍団はフリードリヒ・パウルスの第6軍に属してスターリングラードの戦いに参加したが、パウルス等とともにスターリングラードで赤軍に包囲された。1942年12月21日に柏葉付騎士鉄十字章受章。ソ連軍の包囲網が狭まり壊滅が目前となった1943年1月、パウルスが元帥に列せられたのにあわせて上級大将に昇進した。第6軍参謀長アルトゥール・シュミット将軍と並んでアドルフ・ヒトラーに忠実で、ナチ党の熱狂的な支持者であったハイッツはその死守命令を守り、1942年1月29日には敗北主義者は即決裁判で処刑すると宣言した。
投降した者は撃て！白旗を掲げている者は撃て！空軍が投下したパンやソーセージを報告なく所持している者は撃て！
ヴァルター・フォン・ザイトリッツ＝クルツバッハ将軍らは1月25日から各部隊ごとに降伏を始めた。第6軍司令部降伏を控えた1月31日、数人のドイツ兵がこの命令の元で射殺されている。1月30日にはかつて辞退した上級大将への昇進を果たし、「最後の一弾まで戦う」と公言していたが、第6軍司令部が降伏するとパウルスと共に捕虜として捕えられた。ハイッツはザイトリッツやパウルスを指導者として、ソ連当局が組織させた「自由ドイツ国民委員会」および「ドイツ将校同盟」への参加を拒否したばかりか、その参加者に殴り掛かろうとするなど、収容所に収監されてもなお忠実なナチ党員として知られた。1944年9月、モスクワの収容所にてガンのため死去し、郊外のクラスノゴルスクに埋葬された。